# Hajji

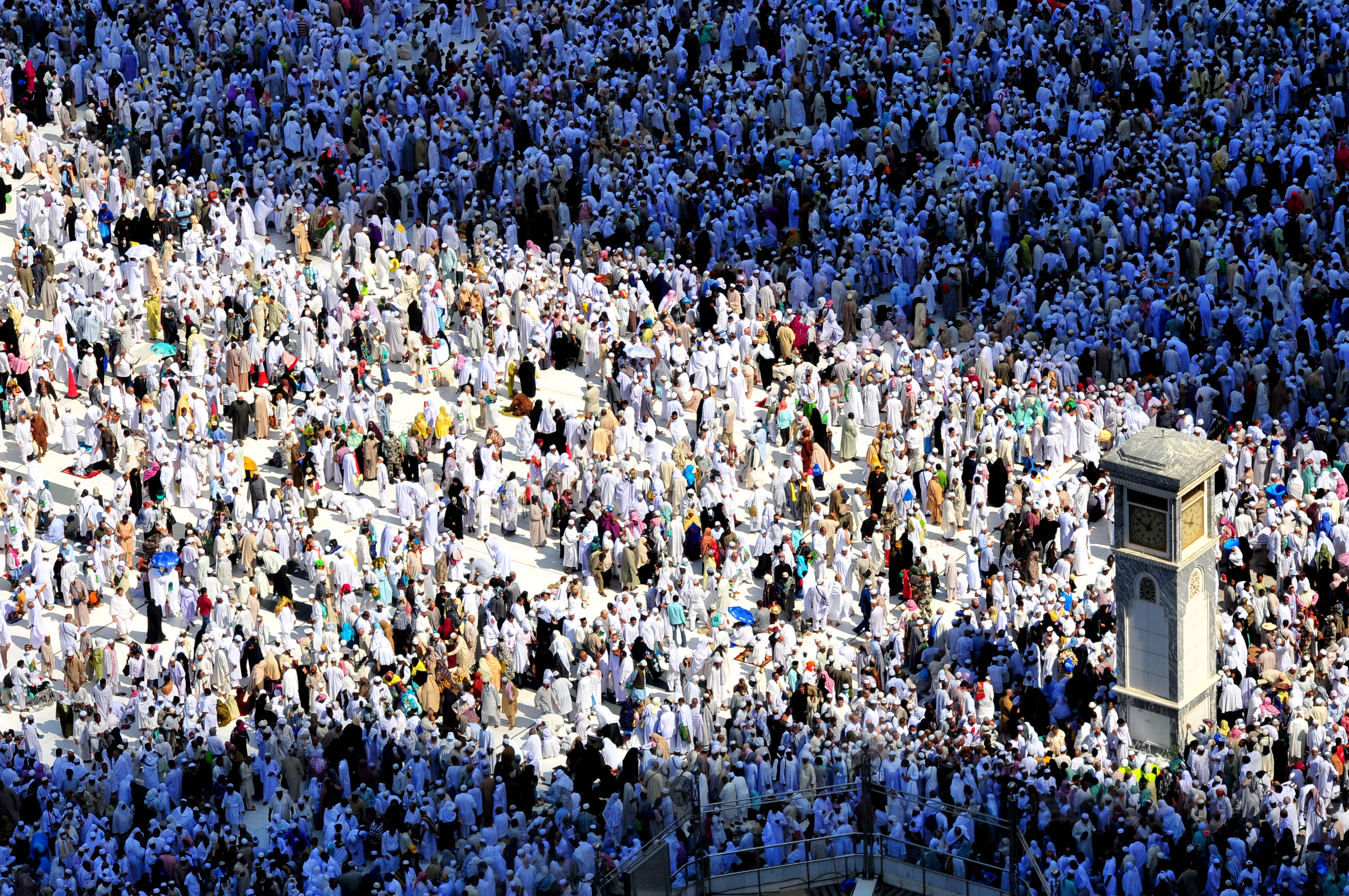
Hajjis en el Hajj de 2010

Hajji (a veces deletreado como Hadji, Haji, Alhaji, Al hage, Al hag o El-Hajj) es un título en el que se le da originalmente a aquellas personas musulmanas, que han realizado de forma exitosa la peregrinación a La Meca. A menudo es también utilizado para referirse a los adultos mayores, puesto que suele tomar tiempo y dinero en realizar el viaje, y en muchas sociedades islámicas es un título honorífico para un hombre respetado. El título se coloca antes del nombre del individuo; por ejemplo, Joshua Omo pasa a ser Hajji Joshua Omo.
"Hadži" es también usado por la religión cristiana ortodoxa para las personas que realizan un peregrinaje hacia la tumba de Jesucristo en Jerusalén. Posteriormente se puede agregar al nombre de pila del peregrino, como por ejemplo, el militar serbio Hadži-Prodan.
Hajji se deriva del árabe ḥājj, que es el participio activo del verbo ḥajja («hacer la peregrinación»). La forma alternativa ḥajjī deriva del nombre de Hajj con el sufijo adjetival -ī, y esta fue la forma adoptada por los idiomas no-árabes. En algunas áreas el título se ha convertido en un apellido, por ejemplo en el apellido bosniaco Hadžiosmanović («hijo de Hajji Osman»).

## En otros idiomas
En árabe: حاج Ħājj o حجّي Ħajjī; en árabe egipcio: حجّ/Ḥagg, en persa:حاجی Hâji/Hāji o حاج Hâj/Hāj; en urdu y pastún: حاجی, Hāji; en griego: Χατζής; en albanés: Haxhi,; en búlgaro: Хаджия, Hadžija, حاجىيا; en macedonio: Хаџија, Hadžija; en bosnio: Hadžija/Хаџија, حاجىيا; en bielorruso: Хаджы, Chadžy, خاجِ; en kurdo: Hecî, Һәщи, ھەجی; en serbio: Хаџи/Hadži; en bengalí: আলহাজ্ব Alhajj o হাজী
Hajjī; en azerí y en turco: Hacı; en hausa:Alhaji; en malayo: Haji. Todos estos términos significan ''peregrino''.
Las mujeres que finalizan el Hajj son referenciadas como Hajjah o حاجة ḥājjah; en árabe egipcio: Ḥagga; en hausa/fulani: Hajia, en malayo: Hajah o en Yoruba: Alhaja.

## Uso
En países árabes, el ḥājj y ḥājjah (la pronunciación varía según el dialecto árabe) es una forma comúnmente utilizada para dirigirse ante algún adulto mayor de forma respetuosa, independiente de su el individuo en cuestión haya realizado el peregrinaje o no.
En países de habla malayo, Haji y Hajah son títulos que se les dan a los hombres y mujeres musulmanes que hayan realizado la peregrinación. Estos están abreviados en Hj y Hjh.
El término es también utilizado en los países balcánicos cristianos que una vez estuvieron bajo el imperio otomano (Bulgaria, Serbia, Grecia, Montenegro, Macedonia y Rumanía), e iba dirigido a aquellos cristianos que habían viajado hacia Jerusalén o a Tierra Santa.
En Chipre, el título se hizo tan frecuente que se integró de forma permanente en algunos apellidos de familias greco-cristianas, como Hajiioannou. Este se debió a Chipre estaba tan cerca de Tierra Santa y Jerusalén, y por ende, se convirtió en un lugar donde cristianos y musulmanes se mezclaron libremente durante muchos siglos.
En Irán, el título honorífico Haj (حاج), es utilizado a veces por los comandantes de los Cuerpos de la Guardia Revolucionaria Islámica, en vez del título Sardar ("General").
El título también ha sido utilizado por las comunidades judías en honor hacia quienes hayan realizado un peregrinaje hacia Jerusalén u otro lugar santo en Israel. Muchos hombres intentaron para hacer el viaje antes de contraer matrimonio, trabajando en un viaje que podría durar un año o más en cada dirección. Otros realizaron ahorros de toda una vida para e hicieron el viaje a una edad más avanzada. Sin embargo, existen disposiciones en la ley judía que dificultan el viaje hacia Israel. Significativamente, después de pasar 30 días viviendo en Israel, una persona no puede abandonar el país, excepto por motivos de fuerza mayor u otras categorías de excepción. Por el contrario, uno de los pocos motivos para el divorcio en la ley judía es si una persona quiere mudarse a Israel, y su cónyuge diga que no.

## Insulto racial
Hajji, Haji, Hadji o Hodgie se ha convertido en una frase usada como término racista para iraquíes, árabes, afganos, o en general a las personas de Asia Occidental, África del Norte, y de Asia del Sur. Es comparable al término ''gook'', utilizado por el personal militar de los Estados Unidos, durante la Guerra de Vietnam. y también al término "moro" usado en español nombrar a los musulmanes.